# Maastricht Institute of Arts
Het Maastricht Institute of Arts, voorheen onder andere Academie Beeldende Kunsten Maastricht en Stadsacademie voor Toegepaste Kunsten, is een cluster van onderwijsinstellingen op het gebied van de beeldende kunst in de Nederlandse stad Maastricht. Het instituut is onderdeel van Zuyd Hogeschool en is gevestigd in een tweetal gebouwen aan het Herdenkingsplein en de Brusselsestraat in de wijk Kommelkwartier. Onderdeel van het complex is een spraakmakend gebouw van architect Wiel Arets uit 1993.

## Geschiedenis

### Van Stadsteekenschool tot Middelbare Kunstnijverheidsschool
Op 13 april 1817 werd bij Koninklijk Besluit bepaald om in zoveel mogelijk steden Tekenscholen te vestigen. Doel was om tekenonderwijs aan te bieden voor de jeugd als ook handwerkslieden. In het bijzonder “in die van het teekenen van het menschbeeld en in de grondregelen der bouwkunde”. Jaarlijks werd een zilveren medaille en getuigschrift uitgedeeld aan de meest gevorderde leerlingen. In Maastricht werd in 1823 de Stadsteekenschool gevestigd, die later opging in de Burgeravondschool (1867-1921) en het Stadsteekeninstituut (1898-1926). Deze waren achtereenvolgens gehuisvest in de voormalige Latijnse school (Achter de Comedie 1), de Augustijnenkerk en een gedeelte van de Herbenusschool. Die laatste was, samen met de als atelier in gebruik zijnde Cellebroederskapel, bereikbaar via de Cellebroedersgang (tegenwoordig Cellebroedersstraat), waarvan de toegang wordt gevormd door een poort in het pand Brusselsestraat 60. 
De Stadsteekenschool was een bescheiden instelling met maximaal honderd leerlingen. Bekende leerlingen waren onder anderen de gebroeders Théodore en Alexander Schaepkens, Felix Duchateau en Jan Brabant. Ook Victor de Stuers, de latere grondlegger van de Nederlandse monumentenzorg, volgde er op jonge leeftijd tekenlessen. 
Het Stadsteekeninstituut begon in 1898 met 159 leerlingen en bood een meer praktisch gerichte opleiding. De Rotterdamse architect Jacobus van Gils was van 1898 tot 1902 de eerste directeur. In 1903 volgde Anton van de Sandt hem op. Bekende leraren uit die tijd waren de schilder Rob Graafland en beeldhouwer Frans van der Laar. Beiden, maar vooral Graafland, hadden beslissende invloed op de ontwikkeling van de beeldende kunst in Limburg.
In 1926 ging het Stadsteekeninstituut op in de Middelbare Kunstnijverheidsschool, waarvan Jos Postmes de eerste directeur was. Na diens vroege overlijden in 1935 was dat de zeer markante Jef Scheffers, die tot 1972 aanbleef. Scheffers stimuleerde onder anderen Ger Lataster om in Amsterdam zijn studie voort te zetten. Bekende leraren uit die tijd waren de beeldhouwers Charles Vos en Albert Meertens. Beiden waren van invloed op naoorlogse beeldhouwers als Piet Killaars en Arthur Spronken.
De kunstnijverheidsschool onderwees de studenten in vrijwel alle kunstdisciplines, van schilderen en grafiek tot glaskunst en theatervormgeving, het tekenen van reclameletters en zelfs kostuumtekenen. De leraren stonden in deze tijd iets meer open voor de invloed van moderne, vooral Franse kunst (zoals Bonnard en Matisse), maar de opleiding bleef voornamelijk gericht op de praktijk van de Maastrichtse aardewerkindustrie (decoratie schilderen) en de uitvoering van kerkelijke kunstopdrachten (religieuze schilderingen, beeldhouwwerken en glas-in-loodramen). Voor de lessen glaskunst kon gebruik worden gemaakt van ruimtes van atelier en ovens van de lokale glasfabriek Astra.

### Stadsacademie voor Toegepaste Kunsten

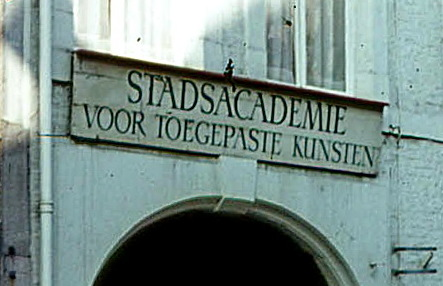
Poort Brusselsestraat 60, toegang tot de ateliers in de Cellebroederskapel (1965)

Van 1959 tot circa 1990 stond de school bekend onder de naam Stadsacademie voor Toegepaste Kunsten en vanaf 1968 was het officieel een hbo-opleiding. In de jaren 1970 verbreedde de academie het aantal studierichtingen met onder andere een mo-lerarenopleiding handvaardigheid en tehatex. In de jaren 1980 bood het instituut vakopleidingen op het gebied van plastische vormgeving, keramische vormgeving, monumentale vormgeving, architectonische vormgeving, vormgeving in metaal- en kunststoffen, modevormgeving en publiciteitsvormgeving.
De academie was tot 1962 gevestigd in enkele panden aan de Brusselsestraat, onder andere in het refugiehuis van het adellijk stift Sint-Gerlach (Brusselsestraat 77), het geboortehuis van Victor de Stuers. De voormalige Cellebroederskapel (ingang Brusselsestraat 66) deed dienst als atelierruimte. In 1962 werd een nieuw pand aan de Brusselsestraat 75 in gebruik genomen waarin voorheen een agentschap van Het Limburgs Dagblad gevestigd was. Dit pand werd gebouwd naar ontwerp van stadsarchitect Frans Dingemans, deels in de tuin van het refugiehuis van Sint-Gerlach. Dit pand werd omstreeks 1970 fors uitgebreid aan de achterkant (tegenwoordig Herdenkingsplein). In 1993 volgde een tweede uitbreiding door architect Wiel Arets met twee bouwdelen inclusief een passerelle.

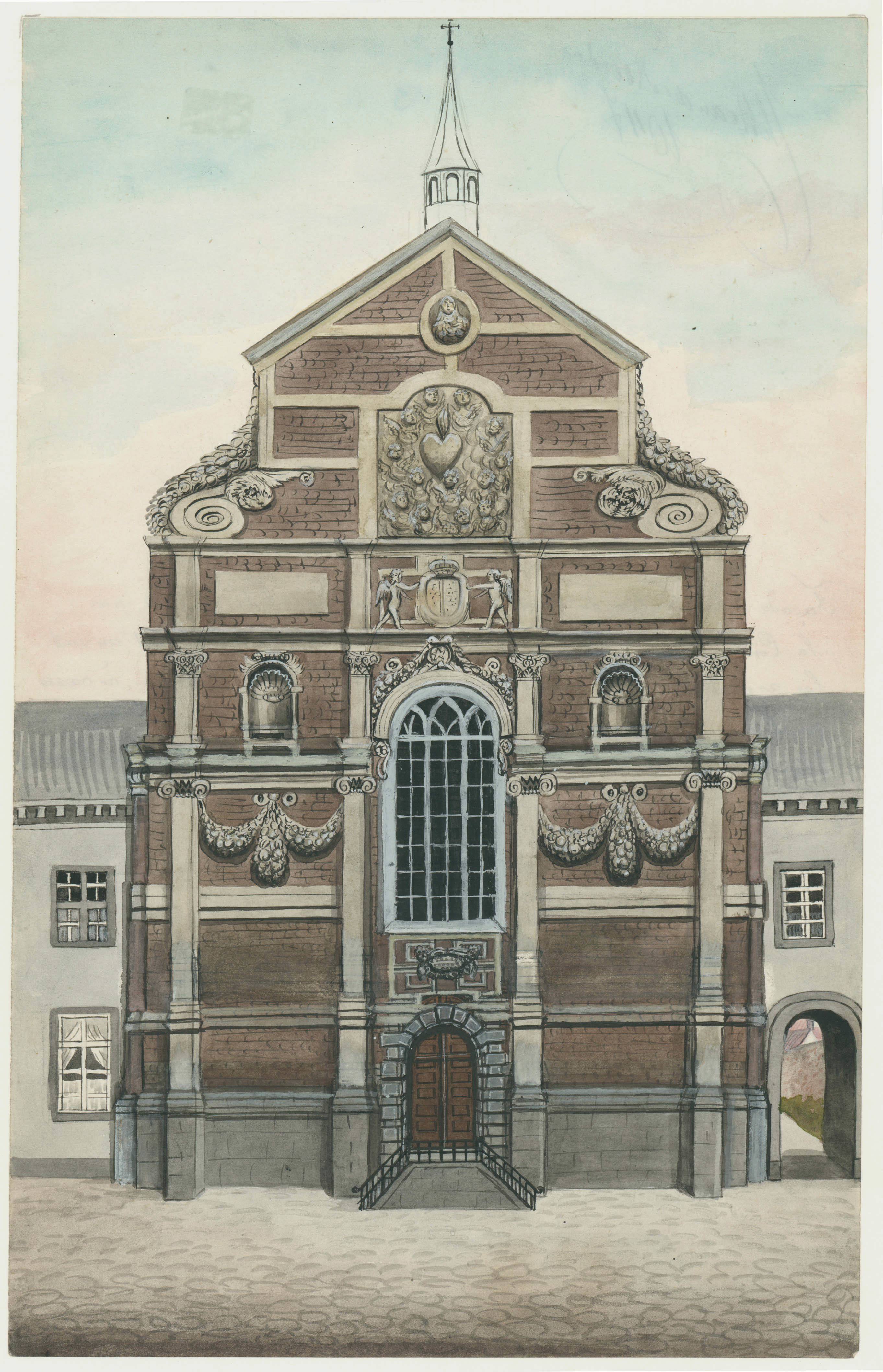
Augustijnenkerk (Stadsteekenschool, 19e eeuw)
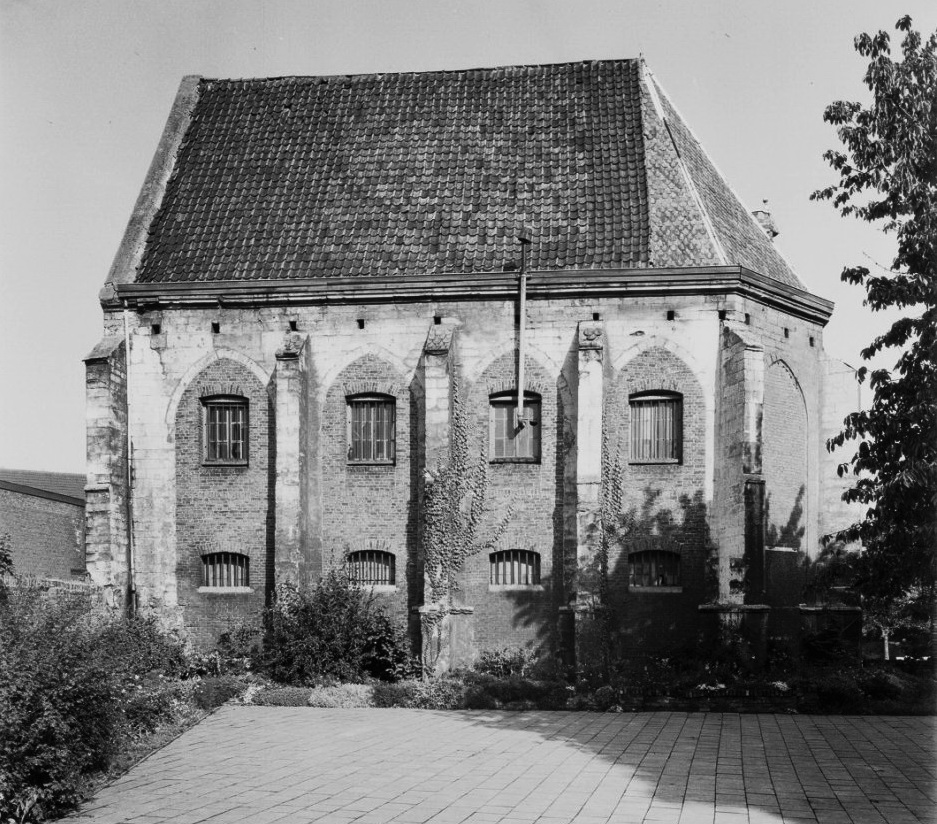
Cellebroederskapel (ateliers Kunstnijverheidsschool, 1954)
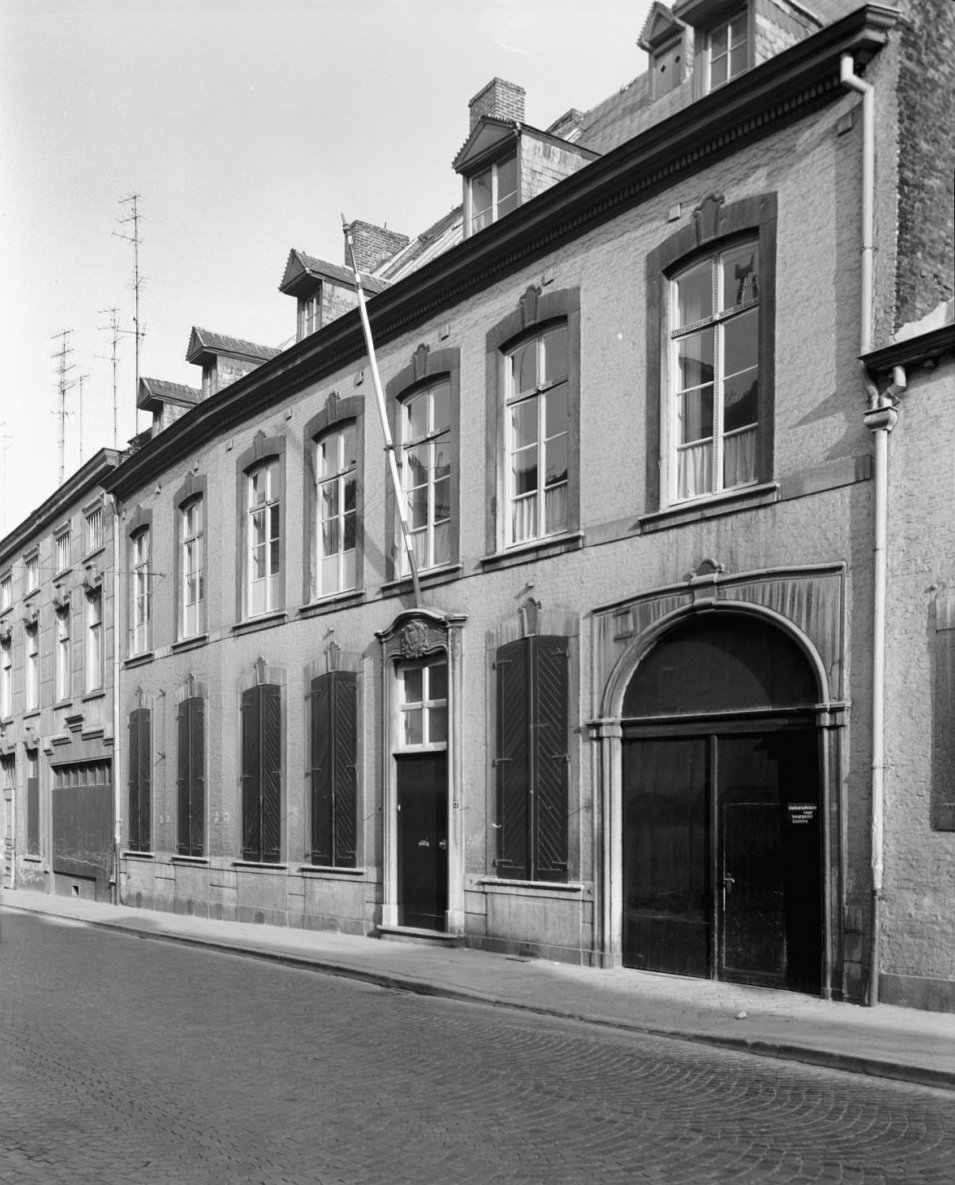
Brusselsestraat 77 (Stadsacademie, 1962)
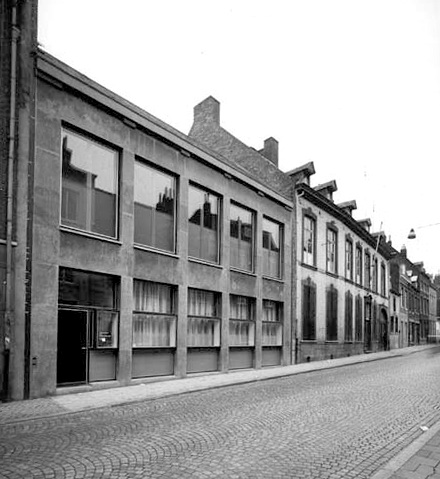
Brusselsestraat 75 en 77 (Stadsacademie, 1970)

### Academie Beeldende Kunsten en Maastricht Institute of Arts
Omstreeks 1990 ging de Stadsacademie op in de toenmalige Rijkshogeschool Maastricht en werd vanaf dat moment aangeduid als Academie voor Beeldende Kunsten. In 2002 werd de academie onderdeel van Zuyd Hogeschool. In 2008 werd de kunstacademie samengevoegd met de Academie van Bouwkunst Maastricht en de nieuwe opleiding media- en technologische vormgeving. Het geheel werd aangeduid als Academies Beeldende Kunsten Maastricht, de afzonderlijke afdelingen als Maastricht Academy of Fine Arts and Design, Maastricht Academy of Media Design and Technology en Maastricht Academy of Architecture. Sinds 1 september 2020 is de officiële naam Maastricht Institute of Arts.

## Onderwijs
Het Maastricht Institute of Arts biedt anno 2022 drie- en vierjarig hoger onderwijs op bachelorniveau in een zevental studierichtingen: Autonome Beeldende Kunst, Communication and Multimedia Design, Vormgeving, Docent Beeldende Kunst en Vormgeving, Interdisciplinary Arts, Architectuur en Interieur en Visuele Communicatie. Op masterniveau zijn er de opleidingen Architectuur (4 jaar), Interieurarchitectuur (2 jaar) en Scientific Illustration (2 jaar). Een deel van de opleidingen zijn in het Engels. Sinds 2020 is het mogelijk om aan het instituut, in samenwerking met het Conservatorium Maastricht, de Toneelacademie Maastricht, de Jan van Eyck Academie en de Universiteit Maastricht, te promoveren in de beeldende kunsten.

## Huisvesting

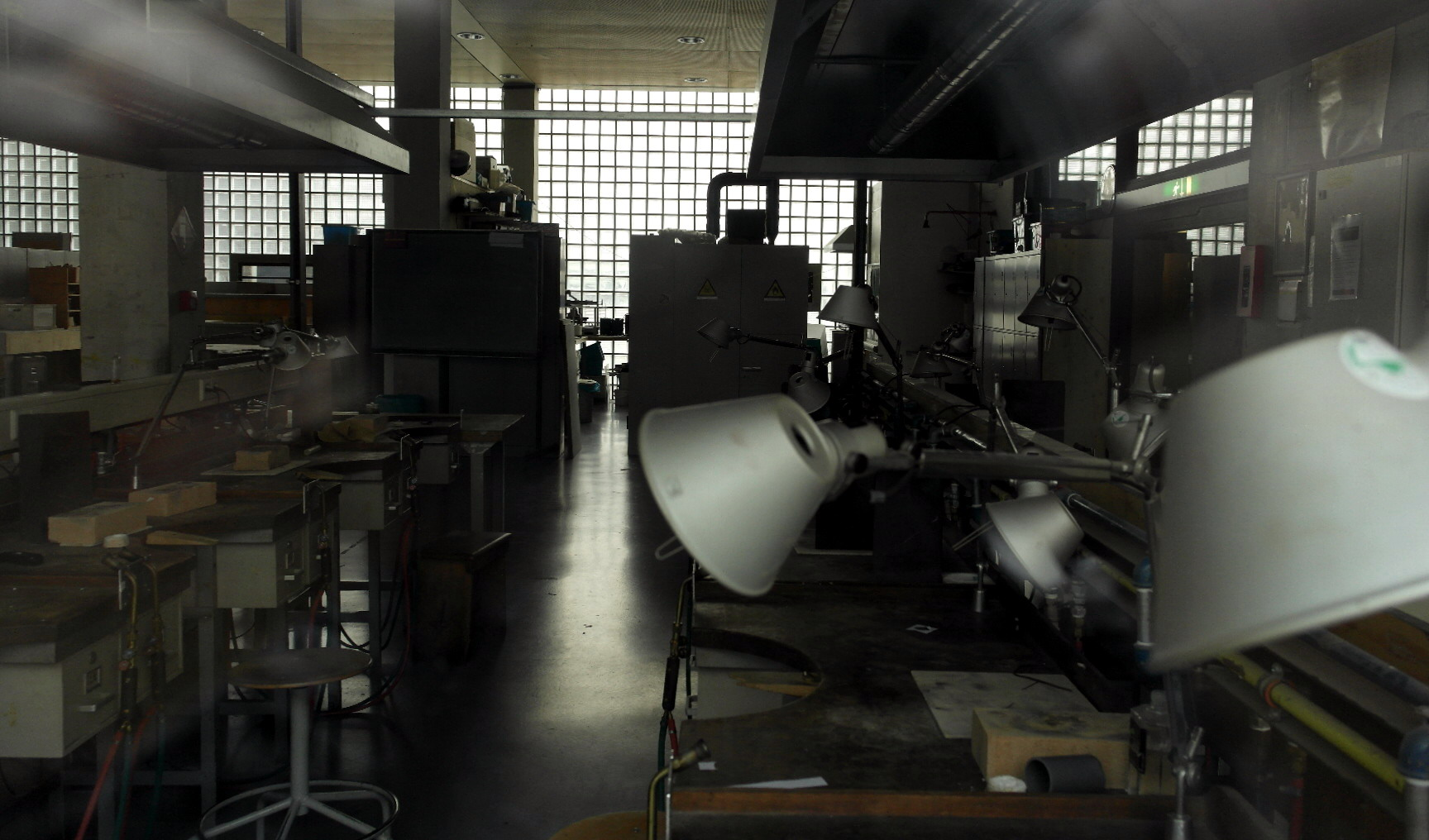
Werkruimte in de zuidvleugel (2014)

Het hoofdgebouw aan het Herdenkingsplein bestaat uit een rechthoekig bouwvolume van tien traveeën breed en vier verdiepingen hoog. De brede ramen zorgen voor optimale lichttoetreding. Het gebouw uit 1969-70 werd in 1995 gepleisterd en zwart geschilderd op advies van Wiel Arets. Dit gebouw is via een dwarsvleugel verbonden met het pand Brusselsestraat 75, dat vermoedelijk uit de jaren 1950 dateert. Het daarnaast gelegen huis De Stuers (nr. 77) was oorspronkelijk eveneens in gebruik door de academie.
De nieuwbouw van Arets uit 1990-94 bestaat uit twee volumes die met een luchtbrug verbonden zijn. In het bouwblok naast het hoofdgebouw bevinden zich een auditorium, de bibliotheek en de kantine; in het zuidelijke blok, tegenover de Kruisherenkerk, bevinden zich ateliers. Het minimalistische bouwwerk heeft een betonskelet en is bekleed met glazen bouwstenen, die vooral 's avonds voor een transparant effect zorgen. Ook de vloer van de luchtbrug bestaat uit glazen stenen. Het ontwerp werd bekroond met diverse architectuurprijzen.
Tot 2021 werd tevens gebruik gemaakt van het De Stuersgebouw (niet te verwarren met het eerder genoemde woonhuis De Stuers), een rijksmonument aan de Kruisherengang, grenzend aan de nieuwbouw van Arets. Hier waren ateliers gevestigd. Het gebouw is verkocht aan Oostwegel Collection, dat hier een uitbreiding van het Kruisherenhotel wil realiseren.
Een tweetal bacheloropleidingen op het gebied van communicatie worden aangeboden in het gebouw aan de Brusselseweg, waar onder andere de Vertaalacademie is gevestigd, de voormalige Kweekschool Immaculata.

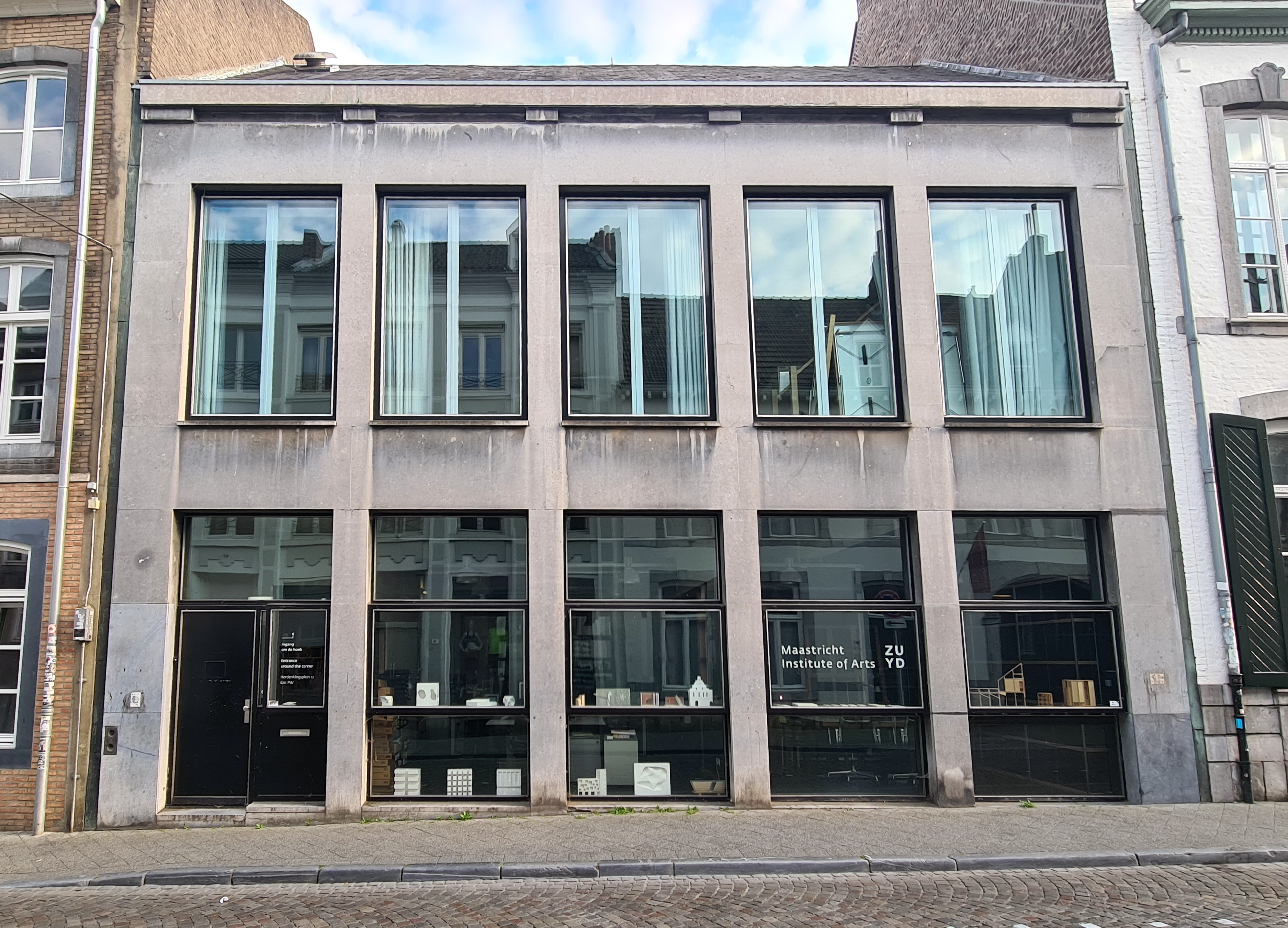
Oude hoofdgebouw aan de Brusselsestraat
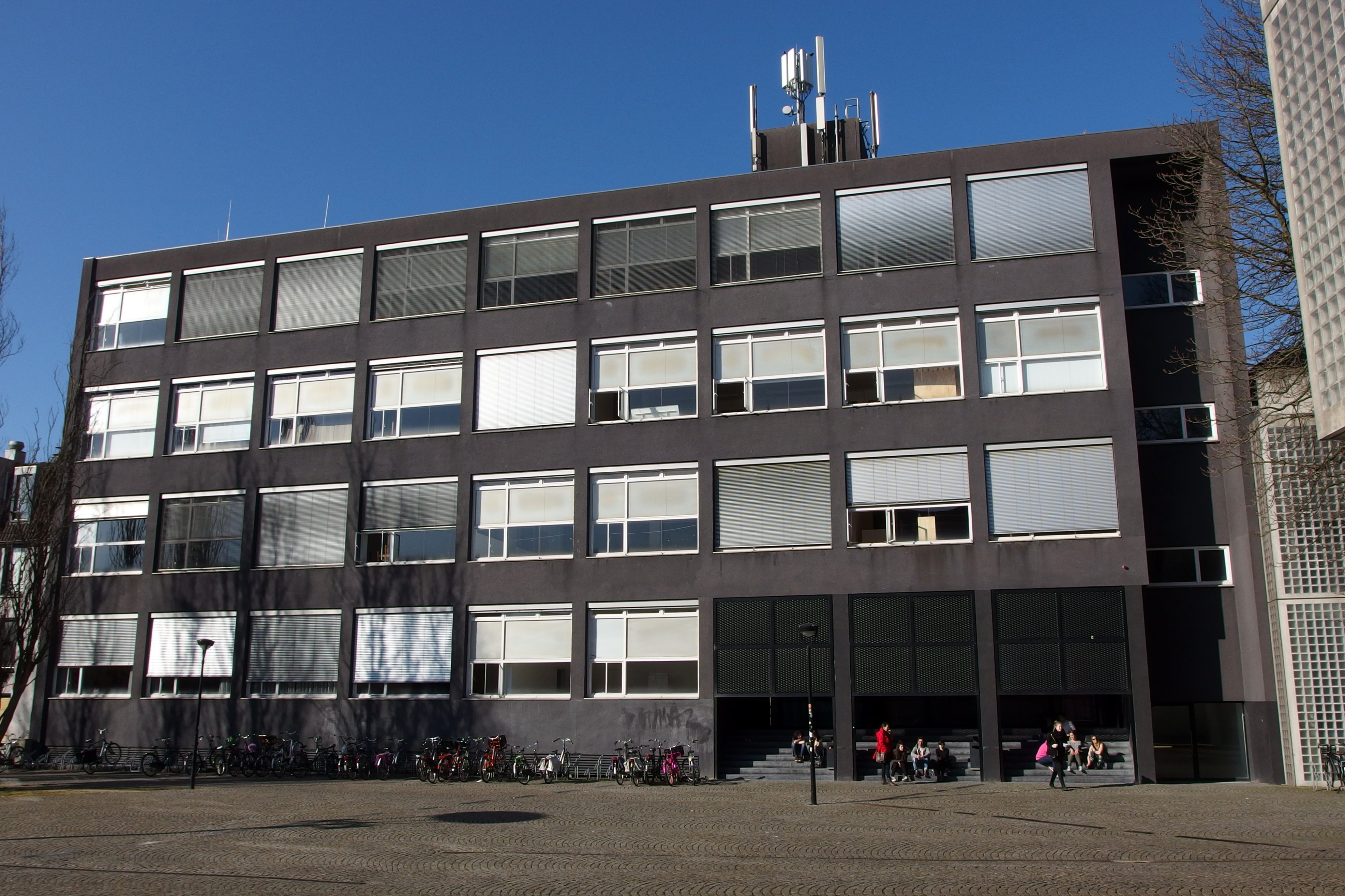
Hoofdgebouw aan het Herdenkingsplein
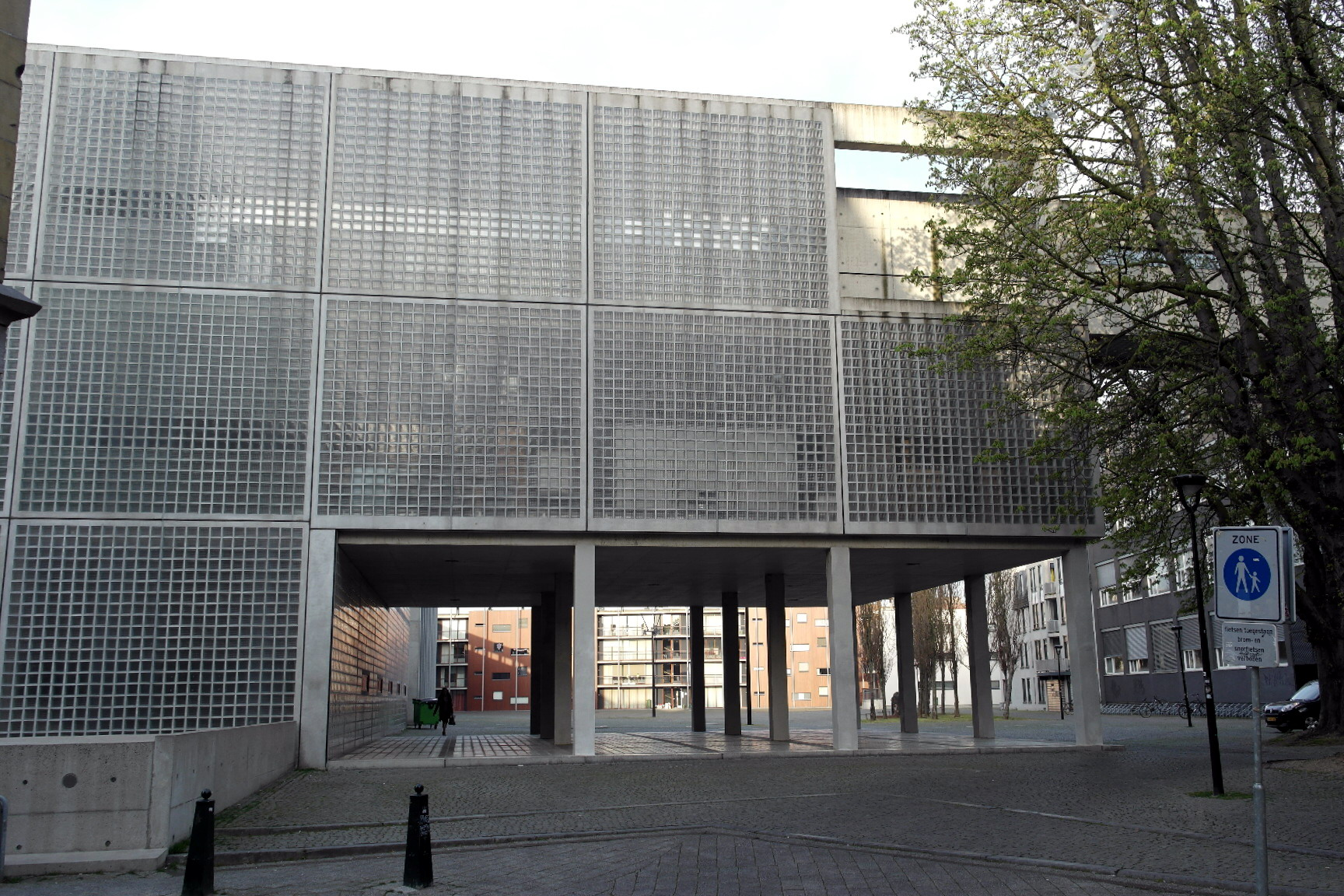
Nieuwbouw, gezien vanaf de Kruisherengang
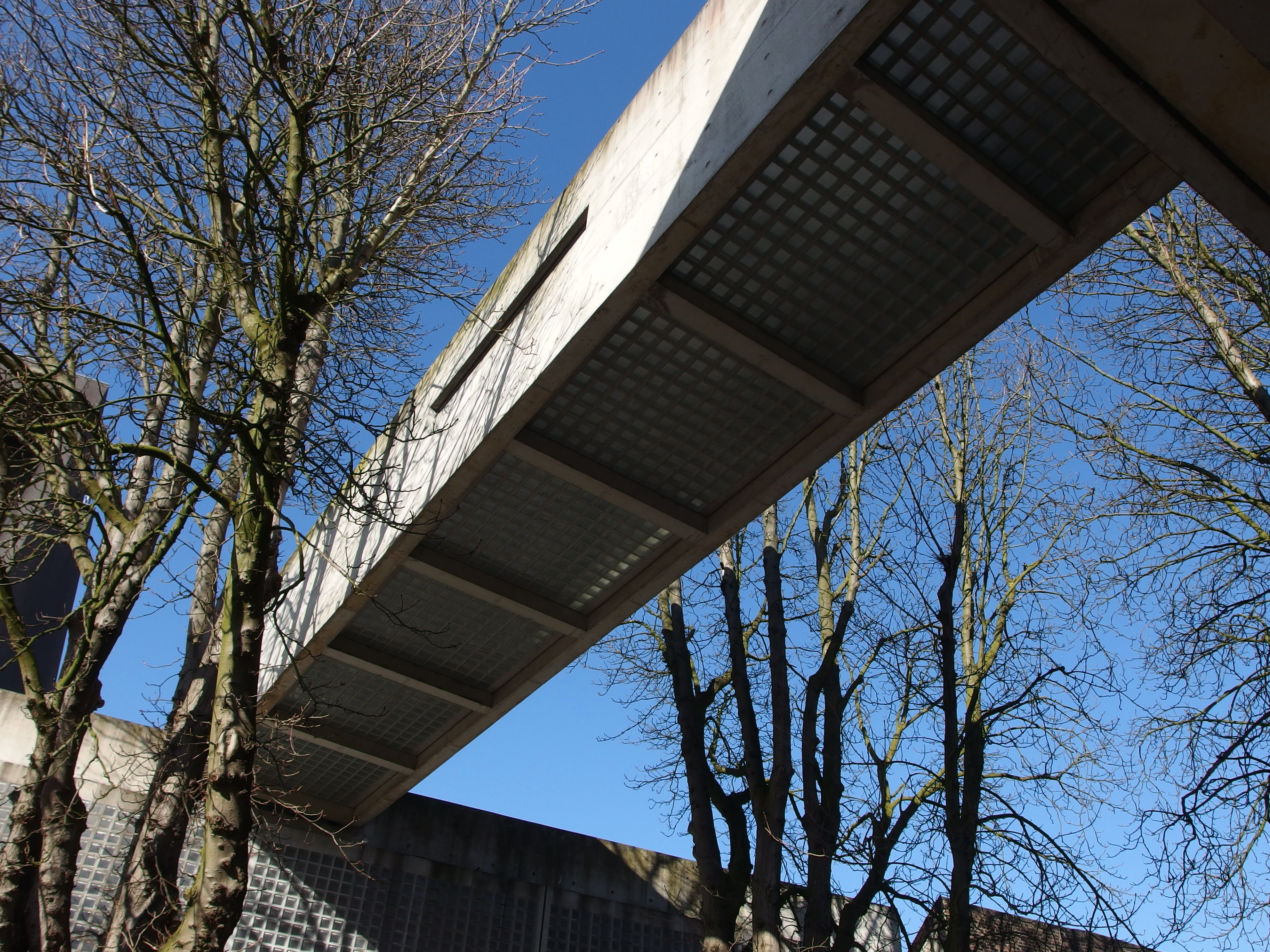
Loopbrug bij oostelijke toegang Herdenkingsplein

## Gipscollectie

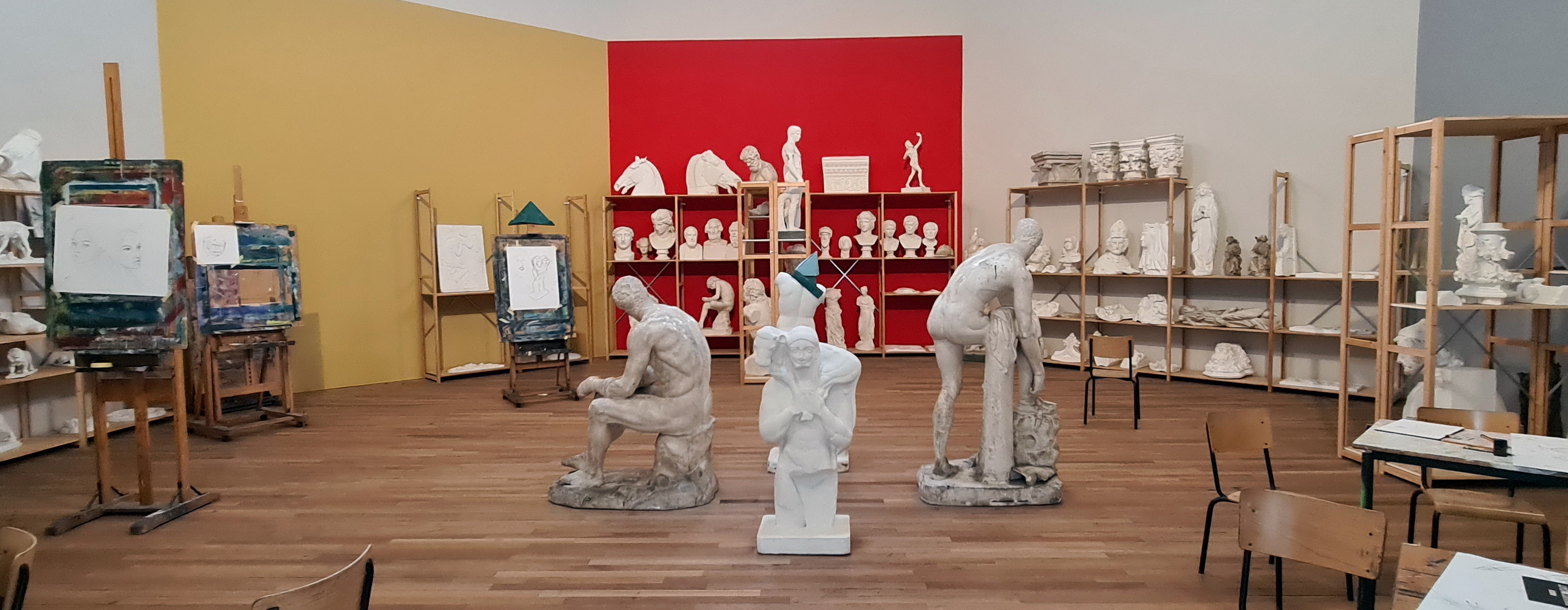
Gipscollectie in de koepelzaal van het Bonnefantenmuseum (2023)

Prominent is de kerncollectie pleisterbeelden van het instituut (de 'gipsotheek'). Deze collectie van circa 500 gipsen beelden is direct met de oprichting van (de rechtsvoorgangers van) het Maastricht Institute of Arts op 3 februari 1823, verbonden, legt de historische link bloot en onderstreept de betekenis voor de stad Maastricht. De gipsotheek is nog steeds in gebruik en vormt een actief bestanddeel van het actuele onderwijs in de beeldende kunsten, wat uniek is in Nederland.
In 2023 bestond het institutioneel kunstonderwijs in Maastricht 200 jaar. In dat kader werd in 2023-2024 onder de noemer "Tussen Kunst en Kopie" de collectie gipsafgietsels gepresenteerd in de koepelzaal van het Bonnefantenmuseum. Parallel hieraan werd een veertigtal sculpturen door de SRAL gerestaureerd in het 'atelier-op-zaal' van de stichting op de tweede verdieping van het Bonnefantenmuseum. De restauratie behelsde voornamelijk het schimmelvrij maken van de beelden en het opheffen van de verkleuring die daarmee gepaard ging.

## Alumni
Tot de bekendere alumni behoren Jef Diederen (beeldend kunstenaar), Pieter Defesche (beeldend kunstenaar), Ger Lataster (beeldend kunstenaar), Piet Killaars (beeldhouwer), Appie Drielsma (beeldhouwer), Jef Wishaupt (beeldhouwer), Fons Bemelmans (beeldhouwer), Fons Haagmans (beeldend kunstenaar), Maurice Mentjens (vormgever, binnenhuisarchitect), Kim Zwarts (fotograaf), Sidi El Karchi (beeldend kunstenaar; winnaar Inspiratieprijs van het Prins Bernhard Cultuurfonds Limburg), Paul Kusters (beeldend kunstenaar, cartoonist), Valentin Loellmann (kunstenaar, meubelontwerper), Pedro Boese (schilder), Keetje Mans (beeldend kunstenaar; Koninklijke Prijs voor Vrije Schilderkunst, 2012), Hadassah Emmerich (schilder), Sander van Deurzen (kunstenaar, Koninklijke Prijs voor Vrije Schilderkunst, 2003), Pola Brändle (collagekunstenaar), Vera Hilger (schilder), Les Deux Garçons (kunstenaarsduo), Michaël Kolenbrander (filmmaker; o.a. Clair de Lune, 2010), Branko Popovic (modeontwerper; initiator Fashionclash) en Chequita Nahar (sieraadontwerper). Bruno Ninaber van Eyben (ontwerper) ontving in 1971 voor zijn eindexamen de Henriëtte Hustinxprijs en in 1979 de Kho Liang Ie-prijs voor industriële vormgeving. De ontwerper Ted Noten, door de Stichting Kunstweek verkozen tot  kunstenaar van het jaar 2012, kreeg er een deel van zijn opleiding.